# Lau Pakpak
Lau Pakpak is een bestuurslaag in het regentschap Dairi van de provincie Noord-Sumatra, Indonesië. Lau Pakpak telt 1107 inwoners (volkstelling 2010).